# Niklaus Troxler
Niklaus Troxler (* 1. Mai 1947 in Willisau) ist ein Schweizer Grafikdesigner und Plakatgestalter. Seit Ende der 1960er Jahre organisierte er regelmässig Jazz-Anlässe und gründete 1975 das Jazz Festival Willisau, das er bis 2010 auch leitete.

## Leben und Wirken
Troxler studierte an der Schule für Gestaltung in Luzern. Nach seiner Tätigkeit als Art Director in Paris (1972) gründete er ein eigenes Grafik-Studio in Willisau. Seit 1966 organisiert er Jazzkonzerte in Willisau, seit 1975 zudem ein jährliches international ausgerichtetes Jazz Festival, für die er regelmässig Plakate und Plattencover – etwa für Irène Schweizer – gestaltet.
Er erhielt wichtige internationale Designpreise wie die Toulouse-Lautrec-Medaille in Gold (1987 und 1994), den Grand Prix und Erste Preise in Lahti/Finnland 1993, auf dem Chaumont Festival de l’affiche (1992), in Helsinki/Finnland 1995, Hong Kong 2000, Hangzhou/China 2002, Ningbo/China 2006, Taiwan 2005, Colorado/USA 2006. 1982 wurde ihm der Innerschweizer Kulturpreis zuerkannt. 2025 wird er von der Academy of Fine Arts in Warschau mit dem Ehrendoktor (Doktor Honoris Causa) ausgezeichnet.
Troxler ist Mitglied der Alliance Graphique Internationale. Seine Plakate sind in den wichtigsten internationalen Designsammlungen vertreten, so im Museum of Modern Art in New York, im Museum of Modern Art in Toyama/Japan, im Museum für Kunst und Gewerbe in Hamburg, im Deutschen Plakat Museum in Essen, im Museum für Gestaltung Zürich und im Stedelijk Museum in Amsterdam.
Von 1998 bis 2013 unterrichtete er als Professor für Kommunikationsdesign an der Staatlichen Akademie der Bildenden Künste in Stuttgart.

## Veröffentlichungen
- Jazz Blvd. – Niklaus Troxler Posters. Lars Müller Publishers, Baden/Schweiz 1999, ISBN 3-907044-90-8.
- mit Olivier Senn: Willisau and All That Jazz. Till Schaap Edition, 2013, ISBN 978-3-03828-000-2.
- Bettina Richter (Hrsg.): Niklaus Troxler. Poster Collection 34, Lars Müller Publishers, Zürich 2022, ISBN 978-3-03778-687-1.

## Filmographie
- Niklaus Troxler – Jazz in Willisau – Ein Leben mit Jazz und Grafikdesign Dokumentarfilm von Angelo A. Lüdin und Barbara Zürcher (2010, 75 Minuten, Point-de-vue).